# Dichapetalum rabiense
Dichapetalum rabiense är en tvåhjärtbladig växtart som beskrevs av F.J. Breteler. Dichapetalum rabiense ingår i släktet Dichapetalum och familjen Dichapetalaceae. Inga underarter finns listade i Catalogue of Life.